# Lascari
Lascari ist eine Stadt der Metropolitanstadt Palermo in der Region Sizilien in Italien mit 3706 Einwohnern (Stand 31. Dezember 2023).

## Lage und Daten
Lascari liegt 63 km östlich von Palermo, nicht weit vom tyrrhenischen Meer entfernt. Die Einwohner arbeiten hauptsächlich in der Landwirtschaft. 
Die Nachbargemeinden sind Campofelice di Roccella, Cefalù, Collesano und Gratteri.

## Geschichte
Der heutige Ort entstand im 18. Jahrhundert. Zu der Zeit war der Ort ein Ortsteil von Gratteri. Die reichste Herrschaft war damals die Familie Abbate.

## Sehenswürdigkeiten
Die Kirche San Michele Arcangelo stammt aus dem 17. Jahrhundert.